# ومبيلدون بارك (محطة مترو أنفاق لندن)
ومبيلدون بارك (بالإنجليزية: Wimbledon Park)‏ هي إحدى محطات مترو أنفاق لندن. تقع على خط ديستريكت أفتتحت في المنطقة (Zone) رقم 3 أفتتحت في 3 يونيو 1889.